# Davey Hamilton jr.
Davey Jay Hamilton jr. (Star, Idaho, 15 maart 1997) is een Amerikaans autocoureur. Hij is de zoon van eveneens autocoureur Davey Hamilton.

## Carrière
Hamilton begon zijn autosportcarrière in het karting op zijn lokale kartbaan. Hij maakte zijn debuut buiten de karts in de USAC Midgets. In 2011 werd hij elfde in de Ford Focus Midwestern Pavement-divisie. In 2012 verbeterde hij zichzelf naar een zesde plaats in het kampioenschap. In 2015 won hij de King of the Wing's Western Sprintcar Series.
In 2016 maakt Hamilton de overstap vanuit de midget cars en sprint cars naar het formuleracing, waarbij hij zijn debuut maakt in de Indy Lights voor het team McCormack Racing.